# John A. Lee
Pour les articles homonymes, voir John Lee et Lee.
John Alfred Alexander Lee DCM, dit John A. Lee, né le 31 octobre 1891 à Dunedin et mort le 13 juin 1982 à Auckland, est un homme politique et romancier néo-zélandais. Passant du statut de petit délinquant à celui de soldat valeureux puis de député énergique, il est l'une des principales figures de l'aile gauche du Parti travailliste, dont il sera exclu en 1940.

## Jeunesse et Première Guerre mondiale
Il naît d'une mère célibataire et pauvre, couturière, dont il est le deuxième enfant. Si ses parents ne sont pas mariés, son père, saltimbanque alcoolique et ouvrier occasionnel, est présent de manière transitoire durant les premières années de sa vie, avant de quitter la famille. Souvent absentéiste, John Lee quitte l'école à l'âge de 15 ans et trouve de petits emplois dans un magasin de chaussures puis dans une imprimerie. Il dérive dans la petite délinquance, et est condamné deux fois pour vol durant son adolescence. Confiné à une école de formation industrielle pour délinquants juvéniles, il s'en échappe à plusieurs reprises, et parcourt les routes dans une grande pauvreté, fugitif errant de petit boulot en petit boulot. Il s'établit à Raetihi, où il est arrêté à deux reprises : pour avoir vendu de l'alcool de contrebande à des Maori, puis pour cambriolage, et est condamné en 1912 à un an de prison. Relâché en 1913, il retrouve de petits emplois, tout en poursuivant son intérêt pour la lecture. Ayant lu et apprécié le roman socialiste d'Upton Sinclair La Jungle, il dévore désormais les romans de Jack London.
En mars 1916, il se porte volontaire pour partir au front avec la New Zealand Expeditionary Force, dans le cadre de la Première Guerre mondiale. Déployé dans un régiment d'infanterie, il y développe ses idées socialistes au contact d'autres soldats, et est bientôt surnommé « Lee le bolchevique » (Bolshie Lee) par ses camarades. Il se découvre un talent d'écrivain, et devient reporter sur le front pour le magazine des soldats Chronicles of the NZEF, de Clutha Mackenzie. En juin 1917 il est décoré de la Distinguished Conduct Medal pour avoir capturé seul un poste d'artillerie allemand durant la seconde bataille de Messines en Belgique. En mars 1918, il est blessé par une grenade allemande à Mailly-Maillet ; son bras gauche est amputé, ce qui met fin à sa participation à la guerre,.

## Carrière politique

### Débuts, et premiers romans
De retour en Nouvelle-Zélande en juillet 1919, il épouse immédiatement Mollie Guy, qu'il avait rencontrée avant de partir au front. (Ils n'auront pas d'enfant, mais en 1932 ils adopteront les trois fils de la sœur de Mollie à la suite de son décès.) Le couple s'installe à Auckland où John Lee, avec l'aide financière qu'il reçoit comme ancien combattant, établit une petite entreprise de fabrication de savon. Il rejoint le Parti travailliste, et, dans le même temps, s'implique fortement dans la New Zealand Returned Soldiers' Association, l'association des vétérans de guerre, pour défendre les intérêts de ses camarades soldats. Souffrant de son image d'opposant à la guerre, le Parti travailliste accueille avec plaisir un vétéran blessé au combat et décoré pour sa bravoure. Il gravit rapidement les échelons du parti ; il est nommé membre du comité national exécutif dès 1920. Il est candidat travailliste lors d'une élection législative partielle à Auckland en 1921, mais est battu par Clutha Mackenzie, candidat conservateur et lui aussi mutilé de guerre. Il bat toutefois Mackenzie dans cette même circonscription d'Auckland-est aux élections législatives de 1922, et est élu député travailliste à la Chambre des représentants.
À la Chambre, il est remarqué pour son éloquence vibrante et passionnée, ainsi que pour ses traits d'humour. Il demeure un lecteur vorace, lisant notamment John Hobson et sa théorie économique sur la sous-consommation, qu'il intègre à sa propre pensée socialiste. Il prône une diversification de la production, pour protéger le pays des aléas du marché ; la Nouvelle-Zélande est alors très dépendante de ses exportations agricoles vers le Royaume-Uni. Il perd son siège aux élections de 1928, et trouve un emploi comme manager d'un hôtel à Rotorua. Il profite de ce temps en dehors du parlement pour peaufiner ses propositions économiques contre la Grande Dépression qui débute en 1929. Il retrouve un siège de député aux élections de 1931, représentant cette fois la circonscription de Grey Lynn, également à Auckland.
Député d'opposition face au gouvernement conservateur de George Forbes, Lee devient « une figure centrale dans les débats passionnés sur la politique économique » à adopter face à la dépression qui s'aggrave. Il prône le protectionnisme et la diversification de la production, pour atteindre un statut d'autonomie, plutôt que de colonie économique en périphérie de l'Empire britannique. Il s'oppose farouchement à la politique des conservateurs, qui est de réduire nettement la dépense publique. Lors d'un discours à Dunedin en 1932, il accuse le gouvernement de chercher à « affamer le pays pour atteindre la prospérité », et se déclare « en guerre […] contre ceux qui tentent de tirer le peuple vers le bas, vers la misère et la pauvreté ». Quelques semaines plus tard il mène une gigantesque manifestation de fonctionnaires à Auckland, qui protestent contre une réduction de près de 20 % de leur salaire. Rejointe par des chômeurs en colère, la manifestation dégénère en émeute, que Lee parvient avec peine à calmer.
Pour s'exprimer sur la misère de la Grande Dépression, il se tourne également vers l'écriture. Il publie son premier roman, Les enfants des pauvres (Children of the poor) en 1934, de manière anonyme. S'inspirant des expériences de sa propre vie, il y applique une grille de lecture socialiste, dénonçant les conséquences morales de la pauvreté. Il cherche par ailleurs à briser avec une tradition littéraire bourgeoise héritée du Royaume-Uni, et prône une indépendance culturelle et économique de la Nouvelle-Zélande. La critique est excellente, et il publie dès lors ses ouvrages sous son propre nom. Son second roman, Le pourchassé (The hunted), paraît en 1936. Il s'y appuie sur ses propres expériences de fugitif dans sa jeunesse. Son troisième, De civil à soldat (Civilian into Soldier, 1937), est jugé moins bon. Il s'agit d'un mélodrame dont le personnage principal, John Guy, porte le nom de jeune fille de l'épouse de John Lee. Le style, souvent lourd, vise à « transcrire l'assaut de la guerre sur les sens », et le roman est « audacieux dans sa sexualité »,.

### Les Travaillistes au pouvoir
Pour la première fois de leur histoire, les Travaillistes remportent les élections de 1935, et accèdent au pouvoir. Michael Savage devient Premier ministre. John Lee est enchanté ; il promet aux citoyens que les Travaillistes les « emmèneront[t] sur une marche qui inspirera le monde entier ». Il se félicite que le parti ait le programme social et économique le plus « révolutionnaire » en dehors de l'Union soviétique. Lee est nommé membre des comités exécutifs des finances et de la défense, où il fait « forte impression, énergique et incisif ». Il aspire toutefois à davantage de responsabilités. Conscient que Savage, plus modéré que lui, éprouve à son égard une certaine antipathie, il menace en juin 1936 de démissionner. Savage le nomme sous-secrétaire parlementaire au logement. John Lee, partiellement satisfait, se consacre à cette tâche avec une énergie débordante, « ravi de l'occasion de définir une politique socialiste du logement ». Il préside « dans le moindre détail » un vaste programme de construction de milliers de logements sociaux. Il en définit les normes de confort minimales, et s'assure que les habitants auront accès à des services publics et commerciaux de proximité, ainsi qu'à des parcs et jardins. Le programme est globalement un succès.
Il entre néanmoins bientôt en conflit avec le ministre des Finances Walter Nash. À la tête de la faction de la gauche du parti, il accuse Nash et Savage de timidité et de conservatisme en matière de politique sociale. Il souhaite de grandes politiques de développement, financées à travers une nationalisation de la banque centrale, ainsi que plus de générosité dans les pensions de retraite. Malgré sa position marginale au gouvernement, il est l'une des principales figures du parti lors de la campagne pour les élections législatives de 1938. Il galvanise les foules, fait bon usage de la radio comme moyen de campagne, et est réélu député avec le meilleur résultat dans l'histoire du pays : 78,2 % des voix dans sa circonscription. Les Travaillistes conservent le pouvoir avec une majorité accrue au Parlement,.

### Expulsion du parti
Lee fait campagne en interne pour une organisation plus démocratique des instances du parti. Sans succès. Il fait alors fuiter ses critiques à la presse. Ses partisans demandent en vain qu'il soit nommé ministre, par exemple du logement ; Savage s'y oppose. En décembre 1939, dans un pamphlet intitulé Psychopathologie en politique, il publie une critique virulente de Savage, mettant en doute sa capacité mentale à poursuivre l'exercice de ses fonctions. À cette date, Michael Savage est gravement malade, et la violence verbale de John Lee choque même ses partisans. Il est démis de ses fonctions au gouvernement. En mars 1940, lors d'une conférence du parti, un Michael Savage mourant fait lire publiquement une lettre dans laquelle il accuse John Lee d'avoir fait de sa vie un « enfer » depuis deux ans. Lee est expulsé du parti, et Savage décède deux jours plus tard.
Il fonde alors le Parti travailliste démocrate. Un seul autre député se joint à lui, mais non des moindres : le président de la Chambre, Bill Barnard. Lee gère son nouveau parti en autocrate, et perd bon nombre de ses partisans restants. En 1943, Barnard quitte le parti. Aux élections de 1943, John Lee perd son siège de député.
Sa carrière parlementaire est terminée, mais il continue à attaquer, à travers la presse et notamment son propre magazine The Weekly (1940-1948), l'organisation interne du Parti travailliste, qu'il qualifie de despotique et de corrompue. Il se réjouit ouvertement de la défaite de ses anciens camarades aux législatives de 1949.

## Après la politique: écrivain
Il devient libraire dans les années 1950, et se remet à écrire. Il demeure une figure connue, invité parfois à s'exprimer en public. Il écrit à la fois des romans (le plus souvent d'inspiration autobiographique) et des essais politiques. En 1943 paraît Les Yankees débarquent (The Yanks are coming), roman de divertissement populaire qu'il avait d'abord publié en feuilleton dans The Weekly. En 1964 son roman Shiner Slattery est l'un de ses rares ouvrages non-autobiographiques. Il fait suite à Shining with the Shiner (1944), mettant en scène avec humour le personnage picaresque de Ned Slattery. Les millions de Mussolini (Mussolini’s Millions, 1970) relève également du divertissement - de même que The Politician, publié à titre posthume en 1987. À l'inverse, en 1976 il publie Soldat, roman d'inspiration autobiographique qu'il avait écrit en 1918 dans un hôpital militaire en Angleterre, alors qu'il se remettait de l'amputation de son bras. Et son roman autobiographique Delinquent Days (1967) relate son expérience de la prison avant la guerre. Il y décrit « les fondements de son socialisme politique et humaniste », acquis sur les routes comme fugitif et au contact d'ouvriers, ainsi qu'à travers ses lectures de jeunesse,.
Son premier ouvrage proprement politique avait été Le socialisme en Nouvelle-Zélande, publié durant la campagne électorale de 1938, avec un avant-propos rédigé par le chef du Parti travailliste britannique Clement Attlee. En 1963 paraît Simple on a Soap-Box, qui relate son point de vue sur les années travaillistes des années 1930, ainsi que sa vision du socialisme et sa passion pour la démocratie et la liberté individuelle. Ses autres ouvrages sur le parti sont Rhétorique à l'aube rouge (Rhetoric at the Red Dawn, 1965), Cahiers politiques (Political Notebooks, 1973) et Les carnets de John A. Lee 1936–1940 (1981). Enfin, Car le royaume est mien (For Mine is the Kingdom, 1975) est une biographie « calomnieuse » de Sir Ernest Davis, ancien maire d'Auckland et homme d'affaires ayant fait fortune dans l'industrie de la bière.
John Lee décède à Auckland en 1982, six ans après son épouse Mollie.